# Hans Koller (Politiker, 1971)
Johann Georg „Hans“ Koller (* 15. Juli 1971 in Passau) ist ein deutscher Politiker der CSU und seit 2025 Bundestagsabgeordneter.

## Leben
Nach dem Besuch der Staatlichen Wirtschaftsschule in Passau und dem Abschluss der mittleren Reife absolvierte Koller eine landwirtschaftliche Lehre und besuchte die Landwirtschaftliche Fachschule in Passau. Er nahm am Grundkurs am Haus der Bayerischen Landwirtschaft in Herrsching sowie am Studienkurs „Landwirtschaft und Interessensvertretung“ der Deutschen Landjugendakademie in Bonn teil. Zudem absolvierte er eine IHK-Ausbildung zur Führung eines Gastronomiebetriebes. Im Jahr 1995 übernahm er den elterlichen landwirtschaftlichen Betrieb.

## Politische Laufbahn
Hans Koller trat 1990 der CSU bei. Von 1991 bis 2001 war er Ortsvorsitzender der Jungen Union (JU), zudem bis 2006 Mitglied im JU-Kreis- und Bezirksvorstand. Von 1995 bis 2007 war er Kreisvorsitzender der CSU-Arbeitsgemeinschaft Ernährung, Landwirtschaft und Forsten (ELF) und ist seit 2016 deren stellvertretender Bezirksvorsitzender. Darüber hinaus ist er CSU-Ortsvorsitzender und stellvertretender CSU-Kreisvorsitzender.
1996 wurde Koller in den Gemeinderat von Thyrnau gewählt, 2002 folgte die Wahl in den Kreistag des Landkreises Passau. Er war von 2008 bis 2020 2. Bürgermeister der Gemeinde Thyrnau und von 2020 bis 2025 stellvertretender Landrat des Landkreises Passau.
Bei der Bundestagswahl 2025 kandidierte Koller als Nachfolger des ehemaligen Bundesverkehrsministers Andreas Scheuer im Wahlkreis Passau. Mit 40,8 % der Erststimmen gewann er diesen Wahlkreis und wurde somit im März 2025 Mitglied des deutschen Bundestages.
Dort ist Koller Mitglied in folgenden Ausschüssen:
- Ausschuss für Wirtschaft und Energie
- Ausschuss für Umwelt, Klimaschutz, Naturschutz und nukleare Sicherheit

Er ist stellvertretendes Mitglied in folgenden Ausschüssen:
- Ausschuss für Tourismus
- Ausschuss für Landwirtschaft, Ernährung und Heimat[1]

## Engagement
Seit 2003 ist Koller Bezirksvorsitzender und seit 2008 Landesvorsitzender des Verbands für landwirtschaftliche Fachbildung in Bayern (vlf). Von 2007 bis 2017 war er stellvertretender Kreisobmann, von 2017 bis 2022 Kreisobmann des Bayerischen Bauernverbandes (BBV). Er ist Mitglied im Präsidium des BBV sowie berufenes Mitglied des Landwirtschaftsbeirats der Versicherungskammer Bayern.
Zudem ist er Gründungsmitglied und Landesvorstandsmitglied des Verein zum Erhalt der bayerischen Wirtshauskultur (VEBWK), ehemaliger ehrenamtlicher Richter am Sozialgericht in Landshut und aktives Mitglied der Freiwilligen Feuerwehr Thyrnau. Er engagiert sich außerdem in zahlreichen örtlichen Vereinen.
Koller ist Mitglied der Parlamentariergruppe der überparteilichen Europa-Union Deutschland, die sich für ein föderales Europa und den europäischen Einigungsprozess einsetzt.

## Privates
Koller wohnt in der Gemeinde Thyrnau im Landkreis Passau. Er ist römisch-katholischer Konfession.

## Auszeichnungen
- Kommunale Verdienstmedaille in Bronze